# خوزه آنتونیو د لا روزا
خوزه آنتونیو د لا روزا (انگلیسی: José Antonio de la Rosa؛ زادهٔ ۲۸ ژوئیهٔ ۲۰۰۴) بازیکن فوتبال اهل اسپانیا است که در پست وینگر برای کادیز سی‌اف میراندیلا بازی‌می‌کند.